# Arno Tausch
Arno Tausch (Salisburgo, 11 febbraio 1951) è un politologo austriaco che si occupa di economia politica.
Tra i fondatori europei dell'indagine quantitativa nella cosiddetta "teoria del sistema-mondo" e nell'economia dello sviluppo, la sua ricerca è indirizzata soprattutto alla teoria della dipendenza, allo studio degli effetti quantitativi della globalizzazione sui sistemi sociali, ad analisi europee nel quadro delle relazioni "centro-periferia" e a ricerche quantitative sulla pace.
Tausch è anche impegnato nel promuovere il dialogo fra le maggiori religioni del mondo ed è un attivo partecipante del movimento ecumenico e del movimento della teologia della liberazione.

## Formazione e vita accademica
Tausch ha conseguito il suo dottorato di ricerca in scienze politiche presso l'Università di Salisburgo nel 1976 e l'abilitazione all'insegnamento presso l'Università di Innsbruck da una commissione presieduta da Anton Pelinka. Ha ricoperto il ruolo di visiting professor presso il dipartimento di scienze politiche dell'Università delle Hawaii a Manoa e di ricercatore presso l'Istituto di Ricerca Sociale Comparata di Berlino Ovest (ora: WZB - Centro di Ricerca delle Scienze Sociali di Berlino). Attualmente è professore associato di Scienze Politiche presso l'Università di Innsbruck, docente all'Istituto per lo sviluppo internazionale dell'Università di Vienna e visiting professor di Economia presso l'Università Corvinus di Budapest.
Recentemente è stato Visiting Professor di Studi Politici e Governance presso la University of the Free State di Bloemfontein, in Sudafrica.

### Associazioni e riviste scientifiche
È membro del comitato di redazione del Centro Argentino de Estudios Internacionales e di diverse riviste scientifiche, tra le quali Entelequia. Revista Interdisciplinar presso l'Università di Cadice in Spagna, The European Journal of Social Science Research (pubblicato da Routledge, Londra), History & Mathematics Almanach e il Journal of Globalization Studies; gli ultimi due entrambi pubblicati a Mosca da Leonid Grinin e dal professor Andrei Witaljewitsch Korotajew.

### Carriera diplomatica
Dal 1992 al 1999 ha svolto il ruolo di agente diplomatico e consigliere austriaco per il Lavoro e l'Immigrazione presso l'ambasciata austriaca a Varsavia, Polonia.

## Lavoro scientifico
In generale, la letteratura delle scienze sociali cita il lavoro di Arno Tausch soprattutto nel contesto di dibattiti sul keynesismo globale, la teoria socio-liberale dello sviluppo mondiale, le Onde di Kondrat'ev, Misurazione della povertà, teorie economiche della dipendenza e globalizzazione, studi empirici basati sulla World Values Survey, studi del antisemitismo, Fondamentalismo islamico, e studi sulla Unione Europea e lo stato sociale.
Subito dopo i suoi primi studi relativi all'economia neoclassica, Tausch orientò le proprie ricerche allo studio quantitativo dell'economia politica e della scienza politica quantitativa con particolare interesse ai lavori svolti da Kazimierz Laski, Jens Harms, Eduard März e dal professor Kurt Rothschild. A partire dalla metà degli anni '70, insieme a Otmar Höll e Kunibert Raffer, Tausch è stato il pioniere della ricerca sulla Teoria del Sistema-mondo e dell'Economia dello sviluppo. Successivamente, nella seconda metà del decennio, noti ricercatori come Volker Bornschier e Dieter Senghaas fecero costantemente riferimento al suo lavoro. Tuttavia solo nel 1980 il suo lavoro e il suo contributo scientifico vengono riconosciuti a livello internazionale grazie al saggio intitolato L'Austria e la periferia europea, pubblicato nello stesso anno in collaborazione con Otmar Höll. Nel 1993 pubblica il suo lavoro più influente intitolato Verso una teoria socio-liberale dello sviluppo mondiale (1993, Macmillan) redatto in lingua inglese. Quest'opera si basa sullo studio dei modelli di sviluppo politico operati in tutto il mondo a partire dagli anni sessanta muovendo dall'analisi quantitativa dei programmi di riforma progettati e presentati dai socialdemocratici europei nel corso degli anni venti. L'opera suscitò così tanto interesse internazionale da essere designato dalla US-Association of Research and College Libraries come uno degli Outstanding Academic Books tra il 1993 e il 1998. Nel corso degli anni ottanta fino agli inizi degli anni novanta Tausch ha collaborato con la European Association of Development Research (EADI), lavorando a stretto contatto con l'economista australiano Ted Wheelwright, il ricercatore svedese e fondatore dell'Istituto di Pace e Sviluppo dell'Università di Gothenburg (PADRIGU) Björn Hettne, il ricercatore polacco Zbigniew Bablewski ed il ricercatore e politico finlandese Kimmo Kiljunen. È stato uno dei primi autori a dare una valutazione scettica della Perestroika e del processo di trasformazione dell'Europa orientale. Nel 1991, nella sua opera Russlands Tretmühle (Il tapis roulant russo) aveva previsto un rinnovato inasprimento del regime russo. Le sue opere successive, dopo il suo ingresso nel settore pubblico nel 1992, includono principalmente l'analisi della politica sociale ed i fenomeni migratori nella nuova Europa allargata (UE-28) e multiculturale. Molto influente per questo lavoro fu il suo stretto legame con l'Istituto Internazionale degli Studi Economici di Vienna (WIIW).
Dopo il ritorno a Vienna dal suo lavoro come diplomatico in Polonia, Tausch si concentrò, attraverso numerose pubblicazioni, sull'analisi delle contraddizioni relative al processo di allargamento dell'Europa, sugli aspetti transnazionali della riforma previdenziale e sul discorso relativo all'Islam. Nel dicembre del 2009 ha analizzato l'attuale crisi dello Stato greco e come ricercatore del sistema-mondo, ha edito, co-pubblicato e contribuito ad opere che comprendono anche articoli di Samir Amin, Christopher Chase-Dunn, Andre Gunder Frank e Immanuel Wallerstein. Negli ultimi dieci anni il suo lavoro ha contribuito al dibattito sull'islamofobia in Europa e all'opposizione al Salafismo, pubblicando inoltre le prime stime quantitative dei poveri musulmani in Europa. Il lavoro empirico sul rapporto tra Islam e modelli di sviluppo, svolto insieme all'economista britannico Syed Mansoob Murshed e in netta contraddizione con le posizioni di Samuel P. Huntington, è stato accolto in maniera particolarmente positiva dal mondo musulmano. L'ultimo capitolo del lavoro di Tausch, relativo all'Islam ed il suo sviluppo, verte sull'analisi sistematica dei dati ricavati dall'European Social Survey e dal World Values Survey. Le sue tesi contraddicono le opinioni allarmistiche relative all'immigrazione musulmana e alla loro integrazione in Europa, argomentando a favore di quella che Tausch definisce “una prospettiva del processo di Lisbona sulle minoranze musulmane in Europa”. Proprio durante il processo di Lisbona ha infatti collaborato e pubblicato alcuni lavori insieme allo studioso musulmano Almas Heshmati. Uno dei suoi lavori più recenti hanno come oggetto il calvinismo islamico, pubblicato dalla casa editrice olandese Rozenberg Publishers, Amsterdam.
Tausch ha suscitato certo interesse tra scienziati politici e accademici italiani come Rosa Rossi e Fulvio Attinà dell'Università degli Studi di Catania, i quali hanno attinto al suo lavoro per la loro opera European Neighbourhood Policy: Political, Economic and Social Issues Archiviato il 24 luglio 2011 in Internet Archive..

### Lavori recenti e riconoscimenti internazionali
I suoi lavori più recenti riguardo alla riforma delle pensioni sono stati influenzati in maniera particolare dal Premio Nobel per l'economia Franco Modigliani e da Robert Holzmann, direttore del dipartimento dell'ILO sulla sicurezza sociale della World Bank.
Tausch fornisce inoltre il suo costante contributo alla rivista Österreichische Militärische Zeitschrift delle forze armate austriache (Austrian Armed Forces), alla rivista Mirovaya ekonomika i mezhdunarodnye otnosheniya dell'Istituto IMEMO con sede a Mosca e alla larga diffusione della rivista Europäische Rundschau.

## Pubblicazioni
Tausch ha pubblicato 30 libri in inglese, 2 in francese e 9 in tedesco. Il suo lavoro conta più di 280 pubblicazioni di articoli scientifici sia stampati che elettronici in 9 lingue e diffusi in 33 paesi, tra cui i volumi per Anthem Press, Dutch University Press, Nova Science Publishers NY, Palgrave, Springer e Macmillan Publishers.
Le sue opere sono disponibili attraverso il World Systems Archive della University of California, Riverside, il Global Development Network della University of Sussex, il Social Science Research Network di New York e attraverso il portale IDEAS/REPEC della University of Connecticut.

### Libri in inglese
- (1993; in collaboration with Fred PRAGER) 'Towards a Socio-Liberal Theory of World Development'. Basingstoke and New York: Macmillan/St. Martin's Press
- (1999, Editor, with Andreas Mueller OFM and Paul Zulehner), “Global Capitalism, Liberation Theology and the Social Sciences. An analysis of the contradictions of modernity at the turn of the millennium” (with contributions by Samir Amin et. al) Huntington, New York: Nova Science. Paperback edition 2001
- (2001, with Peter Herrmann) Globalization and European Integration. Huntington NY, Nova Science. ISBN 1-560729295.
- (2001, with Gernot Koehler) Global Keynesianism: Unequal exchange and global exploitation. Huntington NY, Nova Science. ISBN 1-59033-002-1. Paperback edition 2001
- (2003, Editor) ‘The Three Pillars of Wisdom? A Reader on Globalization, World Bank Pension Models and Welfare Society'. Nova Science Hauppauge, New York, 2003
- (2005, Editor, with Peter Herrmann) ‘Dar al Islam. The Mediterranean, the World System and the Wider Europe. Vol. 1: The "Cultural Enlargement" of the EU and Europe's Identity; Vol. 2: The Chain of Peripheries and the New Wider Europe'. Hauppauge, New York: Nova Science Publishers. Abridged paperback editions, 2006, under the title: “The West, Europe and the Muslim World” (Vol. 1) and “Towards a Wider Europe” (Vol. 2)
- (2007), ‘The City on a Hill? The Latin Americanization of Europe and the Lost Competition with the U.S.A.' Amsterdam: Rozenberg (for info: http://www.rozenbergps.com/).
- (2007, Editor, with Almas Heshmati), ‘Roadmap to Bangalore? Globalization, the EU's Lisbon Process and the Structures of Global Inequality' Hauppauge, N.Y.: Nova Science Publishers (for info: https://web.archive.org/web/20110408221328/https://www.novapublishers.com/catalog/).
- (2007, with a postface by Christian Ghymers), ‘From the “Washington” towards a “Vienna Consensus”? A quantitative analysis on globalization, development and global governance’. Hauppauge, N.Y.: Nova Science Publishers (for info: https://web.archive.org/web/20110408221328/https://www.novapublishers.com/catalog/).
- (2007, with Christian Bischof, Tomaz Kastrun and Karl Mueller), ‘Against Islamophobia: Muslim Communities, Social Exclusion and the Lisbon Process in Europe' Hauppauge, N.Y.: Nova Science Publishers (for info: https://web.archive.org/web/20110408221328/https://www.novapublishers.com/catalog/).
- (2007), ‘Against Islamophobia. Quantitative analyses of global terrorism, world political cycles and center periphery structures' Hauppauge, N.Y.: Nova Science Publishers (for info: https://web.archive.org/web/20110408221328/https://www.novapublishers.com/catalog/).
- (2008), ‘Multicultural Europe: Effects of the Global Lisbon Process.' Hauppauge, N.Y.: Nova Science Publishers (for info: https://web.archive.org/web/20110408221328/https://www.novapublishers.com/catalog/).
- (2009), “Titanic 2010? The European Union and its failed “Lisbon strategy”” Hauppauge, N.Y.: Nova Science Publishers (for info: https://web.archive.org/web/20110408221328/https://www.novapublishers.com/catalog/).
- (2009, with a foreword by Mansoor Moaddel), “What 1.3 billion Muslims really think. An answer to a recent Gallup study, based on the “World Values Survey”” Hauppauge, N.Y.: Nova Science Publishers (for info: https://web.archive.org/web/20110408221328/https://www.novapublishers.com/catalog/).
- (2009, with Christian Bischof, and Karl Mueller), ‘”Muslim Calvinism”, internal security and the Lisbon process in Europe' Rozenberg Publishers, Amsterdam (for info: http://www.rozenbergps.com/).
- (2012, with Almas Heshmati and Ulrich Brand), 'Globalization, the Human Condition and Sustainable Development in the 21st Century. Cross-national Perspectives and European Implications' London, New York and Delhi: Anthem Press
- 2014, with Almas Heshmati and Hichem Karoui, ‘The political algebra of global value change. General models and implications for the Muslim world’. Hauppauge, N.Y.: Nova Science Publishers (for info: https://web.archive.org/web/20110408221328/https://www.novapublishers.com/catalog/).
- 2016, with Leonid Grinin and Andrey Korotayev, ‘Economic Cycles, Crises, and the Global Periphery’. Springer International Publishing, Heidelberg, New York, Dordrecht, London, ISBN 978-3-319-17780-9; https://www.springer.com/de/book/9783319412603

### Libri in tedesco
- (1979) 'Armut und Abhaengigkeit. Politik und Oekonomie im peripheren Kapitalismus'. Studien zur oesterreichischen und internationalen Politik, Bd. 2 (Eds. P. GERLICH und A. PELINKA) W. Braumueller, Vienna http://www.braumueller.at/
- (1991) 'Jenseits der Weltgesellschaftstheorien. Sozialtransformationen und der Paradigmenwechsel in der Entwicklungsforschung'. (Eds. H. REINWALD, H.A. STEGER) Wilhelm Fink, Muenchen, Beitraege zur Soziologie und Sozialkunde Lateinamerikas (first printing, second printing at Grenzen und Horizonte (Eds. G. AMMON, H. REINWALD, H.A. STEGER) Eberhard, Muenchen)
- (1991) 'Russlands Tretmuehle. Kapitalistisches Weltsystem, lange Zyklen und die neue Instabilitaet im Osten'. Eberhard, Muenchen
- (1993) 'Produktivkraft soziale Gerechtigkeit? Europa und die Lektionen des pazifischen Modells'. Eberhard, Muenchen
- (1997) ‘Schwierige Heimkehr. Sozialpolitik, Migration, Transformation, und die Osterweiterung der Europaeischen Union' Munich: Eberhard
- (2009) ‚ Armut und Radikalität? Soziologische Perspektiven zur Integration der Muslime in Europa, basierend auf dem „World Values Survey“ und dem „European Social Survey“ Wien: Neue Beihefte zur Wiener Zeitschrift für die Kunde des Morgenlandes. LIT-Verlag
- (2009) ‚Das EU-Budget und der Lissabon-Prozess: Eine empirische Effizienzanalyse aus konvergenzpolitischer und regionalpolitischer Sicht' Hrsg. Abteilung Wirtschaftswissenschaft d. AK Wien, Wien: Kammer f. Arbeiter u. Angestellte f. Wien, 2009, Serie: Materialien zu Wirtschaft und Gesellschaft; 107, ISBN 978-3-7063-0384-2.
- (2010), Armut und Radikalität? Soziologische Perspektiven zur Integration der Muslime in Europa, basierend auf dem „World Values Survey“ und dem „European Social Survey“ Bremen: Europäischer Hochschulverlag, Serie ‚ Schriftenreihe: Studien zu vergleichender Sozialpädagogik und internationaler Sozialarbeit und Sozialpolitik' (https://web.archive.org/web/20130622100405/http://sozialvergleich.org/)
- (2011), Globalisierung und die Zukunft der EU-2020 Strategie. Hrsg. Abteilung Wirtschaftswissenschaft d. AK Wien, Wien: Kammer f. Arbeiter u. Angestellte f. Wien, 2009, Serie: Materialien zu Wirtschaft und Gesellschaft; 107, ISBN 9783706304221

### Libri in francese
- (2011), Trois essais pour une économie politique du 21e siècle - Mondialisation, gouvernance mondiale, marginalisation Par Arno Tausch, Philippe Jourdon. Paris: L'Harmattan. ISBN 978-2-296-54400-0.
- (2011), Les musulmans: un cauchemar ou une force pour l'Europe? Par Arno Tausch, Hichem Karoui. Paris: L'Harmattan. ISBN 978-2-296-13980-0

### Capitoli per altri autori (Selezione)
- (1980, with O. HÖLL) Austria and the European Periphery in 'European Studies of Development' (J. de BANDT J./MANDI P./SEERS D. (Eds.)) Macmillan, London: 28-37
- (1986) 'Positions within the Global Order, Patterns of Defense Policies, and National Development: Austria and Pakistan Compared'in 'Security for the Weak Nations. A Multiple Perspective. A Joint Project of Pakistani and Austrian Scholars' (S. FAROOQ HASNAT/PELINKA A. (Eds.)) Izharsons, Lahore: 245-255
- (1989) 'Stable Third World Democracy and the European Model. A Quantitative Essay' in 'Crisis in Development' (Z. BABLEWSKI and B. HETTNE (Eds.), The European Perspectives Project of the United Nations University, University of Gothenburg, PADRIGU-Papers: 131-161
- (2001) 'Mature Economy' in 'Routledge Encyclopedia of Political Economy' (Ed. R. J. Barry Jones) Vol. 2, pp. 1007–1008. London and New York: Routledge
- (2002) ‘The European Union and the World System’. in ‘The European Union in the World System Perspective’ (The Polish Institute for International Affairs, Ryszard Stemplowski (Ed.)), Warsaw: Collections PISM (Polish Institute for International Affairs): 45-93.
- (2003) ‘The European Union: Global Challenge or Global Governance? 14 World System Hypotheses and Two Scenarios on the Future of the Union' in ‘Globalization: Critical Perspectives' (Gernot Kohler and Emilio José Chaves (Editors)), pp. 93–197, Hauppauge, New York: Nova Science Publishers
- (2004) ‚Towards a European Perspective for the Common Mediterranean House and the Positive Development Capability of Islamic Countries' In ‚European Neighbourhood Policy: Political, Economic and Social Issues' (Fulvio Attina and Rosa Rossi (Eds.), pp. 145–168, Università degli Studi di Catania Facoltà di Scienze Politiche
- (2007) ‘Some reflections on European regional development’ In ‘Stosunki ekonomiczne w rozszerzonej Unii Europejskiej. Economic relations in the EU enlarged' (Jaroslaw Kundera (Ed.)), pp. 399–408, Wroclaw: Kolonia Limited.
- (2007), ‘World Bank Pension Reforms and Development Patterns in the World System and in “Wider Europe”' In ‘Reforming European Pension Systems’ (Arun Muralidhar and Serge Allegreza (Eds.)), pp. 167–222, Amsterdam, NL and West Lafayette, Indiana, USA: Dutch University Press, Rozenberg Publishers and Purdue University Press.
- (2011), ‘Paul Boccara's Analysis of Global Capitalism' In ‘All the Same – All Being New. Basic Rules of Capitalism in a World of Change' (Peter Herrmann (Ed.)), pp. 95 – 127, Bremen: Europäischer Hochschulverlag.

### Pubblicazioni su Arno Tausch
- 1977. edition suhrkamp, Frankfurt (Dieter Senghaas 'Weltwirtschaftsordnung und Entwicklungspolitik' 1977, on „Die Grenzen der Wachstumstheorie“)
- 1980. Junius-Verlag, Hamburg (Rose Gauger 'Wird die Barbarei siegen? Bericht ueber den Widerstand in den USA' 1980, on unpublished materials about African American poverty in the US)
- 1982. Peter Lang Verlag, Frankfurt (Luis Zambrano ‚Entstehung und theologisches Verständnis der Kirche des Volkes (Iglesia Popular) in Lateinamerika' 1982, on „Armut und Abhängigkeit“)
- 1983. Westview Press, Boulder, Col. (Otmar Höll ‘Austria's technological dependence : basic dimensions and current trends' 1983, on „Armut und Abhängigkeit“)
- 1983. Westview Press, Boulder, Col. (Otmar Höll ‘Small states in Europe and dependence’, 1983, on „Armut und Abhängigkeit“)
- 1984. dtv, Munich (Henning Behrens and Paul Noack 'Theorien der internationalen Politik' 1984, on „Armut und Abhängigkeit“)
- 1986. edition suhrkamp, Frankfurt (Dieter Senghaas and Ulrich Menzel 'Europas Entwicklung und die Dritte Welt' 1986, on „Jenseits der Weltgesellschaftstheori en“)
- 1988. edition suhrkamp, Frankfurt (Dieter Senghaas 'Konfliktformationen im internationalen System' 1988, on „Jenseits der Weltgesellschaftstheorien“) )
- 1995. Schriften des Deutschen Übersee-Instituts (Ulrich Menzel: ‚Geschichte der Entwicklungstheorie. Einführung und systematische Bibliographie' 1995, on “Towards a Socio-liberal Theory of World Development”))
- 1997. Franz Steinert Verlag Stuttgart (Hans-Heinrich Nolte: “Europäische innere Peripherien im 20. Jahrhundert“ On „Rußlands Tretmühle“)
- 1998. ACRL Choices outstanding academic books, 1992 – 1997 (Rebecca Ann Bartlett ACRL Choices outstanding academic books, 1992 – 1997. This text brings together reviews of more than 3000 titles singled out in the last five years by CHOICE for its prestigious Outstanding Academic Books award. A reference for all librarians and faculty involved with collection development. On: ”Towards a Socio-Liberal Theory of World Development”)
- 2000. Macmillan/Saint Martin's Press (Elizabeth de Boer-Ashworth 'The Global Political Economy and Post-1989 Change' 2000, on “Towards a Socio-liberal Theory of World Development”))
- 2001. Política, Schriftenreihe zur politischen Wissenschaft, Kovacs-Verlag, Hamburg (Dariusz Adamczyk ‘Zur Stellung Polens im modernen Weltsystem der fruehen Neuzeit’ 2001, on “Schwierige Heimkehr”)
- 2003. Promedia Verlag Wien (Hannes Hofbauer‚Osterweiterung. Vom Drang nach Osten zur peripheren EU-Integration', 2003, on “Towards a Socio-liberal Theory of World Development”))
- 2004. Ashgate Publishing Company, London (Ivan Petrella ‘The Future of Liberation Theology: An Argument and Manifesto', 2004, paperback 2006, on “Global Capitalism, Liberation Theology and the Social Sciences”))
- 2004. Promedia Verlag Wien (Joachim Becker and Andrea Komlosy (Eds.), “Grenzen weltweit. Zonen, Linien, Mauern im historischen Vergleich” on journal article, Oesterreichische Monatshefte)
- 2004. Lit-Verlag, Hamburg (Davoud Gharagozlou „Quellen zur Migrationsforschung“, 2004, on „Globalization and European Intergation“)
- 2007. Lund Studies in Human Ecology (John Brolin, Lund University, Sweden: “The Bias of the World. Theories of Unequal Exchange in History”: Lund Studies in Human Ecology, 9, on “Global Keynesianism”)
- 2007. Peter Lang, Frankfurt (Die Aussenbeziehungen der Europäischen Union: Eine Einführung. Verfasser/in: Franz Kernic. Verlag: Frankfurt: Lang, 2007 on studies about European Neiughbourhood policies).
- 2008 Global Encyclopaedia of Welfare Economics - Page 359 by B. N. Mandal - Social Science – 2008 (on Tausch ‘The Three Pillars of Wisdom).
- 2008 VSA Die Genese einer Union der 27 die Europäische Union nach der Osterweiterung. Ellen Bos: Wiesbaden VS, Verl. für Sozialwiss. 2008, language: Deutsch: 1st edition.
- 2008, Cambridge University Press (Matheu Leimgruber ‘Solidarity without the State? Business and the shaping of the Swiss welfare state, 1890-2000', on ‘The Three Pillars of Wisdom).
- 2008, Facultas UTB Wien (Ruediger Lohlker: ‘Islam: eine Ideengeschichte' on ‘Why Europe has to offer a better deal towards its Muslim communities. A quantitative analysis of open international data.').
- 2008, Routledge (Max Haller: European Integration as an Elite Process: The Failure of a Dream? On Tausch in Kohler/Chavez).
- 2008. Ann Arbor: University of Michigan Press, (Holsti, Ole R. ‘To see ourselves as others see us: how publics abroad view the United States after 9/11' on Berman/Tausch, Telos).
- 2008. Duke University Press. (Eyerman, Ron. The assassination of Theo Van Gogh: from social drama to cultural trauma. Durham, N.C.: Duke University Press, c2008).
- 2009. OECD (Doing Better for Children. www.oecd.org/els/social/childwellbeing. ISBN 978-92-64-05933-7, Publication Date: 1 September 2009, Pages: 191; on Heshmati/Tausch et al., Heshmati, A., C. Bajalan and A. Tausch (2007), ‘Measurement and Analysis of Child Well-Being in Middle and High Income Countries’, IZA Document Paper, No. 3203, Institute for the Study of Labor, Bonn, December).
- 2009. Polity Press. (Sleepwalking to segregation?: challenging myths about race and migration / Nissa Finney and Ludi Simpson. Bristol UK; Portland, Or.: Policy Press, 2009 (on Tausch et al. ‘Why Europe has to offer a better deal…').
- 2009. Prometheus Books. (The Genius of the Beast: A Radical Re-Vision of Capitalism (Hardcover) Howard Bloom (Author). Prometheus Books (November 24, 2009) ISBN 1-59102-754-3, ISBN 978-1-59102-754-6 (on Tausch ‘Washington Consensus’)).
- 2009. Sage Publications. (Politics of Globalization (Hardcover). Samir Dasgupta (Author), Professor Jan Nederveen Pieterse (Author) Sage Publications Pvt. Ltd (July 30, 2009) (on Tausch and Herrmann, Dar al Islam)).
- 2009. University of Minnesota Press. (We Are All Moors: Ending Centuries of Crusades against Muslims and Other Minorities (Hardcover) Anouar Majid Hardcover: 240 pages Publisher: Univ Of Minnesota Press (May 7, 2009) Language: English ISBN 0-8166-6079-4, ISBN 978-0-8166-6079-7).
- 2010. University Press of America, Lanham. (Reflections on the social thought of Allama M. T. Jafari: rediscovering the sociological relevance of the primordial school of social theory (Seyed Javad Miri; on Tausch, 2004, Dar al Islam)).
- 2011. VSA-Verlag Hamburg. (Post-Neoliberalismus? Aktuelle Konflikte. Gegen-hegemoniale Strategien. (Ulrich Brand; on Tausch/Ghymers, Washington Consensus, 2006)).

### Riferimenti al lavoro di Tausch nei media internazionali
- Arena Magazine, Sydney, 2001, 52, April/May: 44-46 (book review, Wheelwright T. on “Global Capitalism, Liberation Theology and the Social Sciences, 1999”)
- Bild, 23.05.2008 “Sozialsystem nur Mittelmaß” (on IZA Discussion Paper 3482, “Efficiency and Effectiveness of Social Spending”)
- BBC Monitoring International Reports “AUSTRIAN ISLAM CONFERENCE SPEAKERS AT ODDS OVER DEMOCRACY, SECULARISM, BBC Monitoring International Reports, March 28, 2007 Wednesday, A200703281B-143F1-GNW, 374 words”
- Journal of Common Market Studies, Globalization and European Integration, by A. Tausch and P. Herrmann ..., FRANCESCO DUINA, Bates College, JCMS: Journal of Common Market Studies, Volume 42, Issue 2, Page 437-451, Jun 2004; Globalization, the EU's Lisbon Process and the Structures of Global Inequality – Edited by A. Heshmati and A. Tausch, FERRAN BRUNET, Universitat Autònoma de Barcelona JCMS: Journal of Common Market Studies, Volume 46, Issue 3, Page 741-741, Jun 2008
- Der Westen (WAZ-Gruppe), 23.05.2008: Deutsches Sozialsystem nur mittelmäßig (on IZA Discussion Paper 3482, “Efficiency and Effectiveness of Social Spending”)
- Die Zeit, 1987, 42, 38: 11-09-1987 (on collective volume Maislinger A. (1986) ‘Costa Rica’)
- Die Welt, 23. 05. 2008: „Europäischer Vergleich. Das deutsche Sozialsystem ist nur Mittelmaß“ (on IZA Discussion Paper 3482, “Efficiency and Effectiveness of Social Spending”)
- evangelischer pressedienst entwicklungspolitik, 1979: 24: 27 (Book review by Dieter Senghaas on „Armut und Abhängigkeit“)
- El Nacional, Venezuela “Tragedia puso a prueba las instituciones'. El Nacional (Venezuela), April 18, 2010 Sunday, 680 palabras, Gruber, Armando
- El Nacional, Venezuela July 2, 2011 Saturday, Polonia deberá liderar a la UE ante el reto de la crisis griega
- Format (Vienna) 25.01.08 Echte Österreicher; Muslim ist nicht gleich Muslim. Nicht alle leiden unter Bildungsdefiziten und schlechtem Einkommen. Aber alle unter Vorurteilen und Beleidigungen. / Zwei Stunden volles FORMAT (APA)
- Frankfurter Neue Presse 24.05.08 Deutsches Sozialsystem/nur mittelmäßig
- Frankfurter Rundschau, 24.05.08 „Schwache Performance/Deutsches Sozialsystem schneidet mäßig ab“ (on IZA Discussion Paper 3482, “Efficiency and Effectiveness of Social Spending”)
- Milano Finanza, June 2, 2007 (“Che si legge a Palazzo” on: “Against Islamophobia: Quantitative Analyses of Global Terrorism, World Political Cycles and Center Periphery Structures”) and MF, September 11, 2007, Commenti & Analisi; Pg. 6, 763
- Neue Zürcher Zeitung, 1987, 146, 27/28 June (91) (on collective volume Maislinger A. (1986) ‘Costa Rica’)
- Nürnberger Nachrichten 24.05.08 „Sozialsystem nicht effektiv genug?“ (on IZA Discussion Paper 3482, “Efficiency and Effectiveness of Social Spending”)
- Pakistan Times, 1987, April 24 (book review on collective volume Farooq-Hasnat S. and Pelinka A. (1986), ‘Security for the Weak Nations’)
- Profil (Vienna) 18.01.99 Erlesener Osten; Sach- u. Fachliteratur/ Südosteuropäische Geschichte und Geschichtswissenschaft. Eine/Einführung./ Karl Kaser, Böhlau 1990, 412 S., öS 496,/ Im Osten was Neues. Profil (APA)
- Radio Praha, News 23.05.2008, http://www.radio.cz/de/nachrichten/104386 (on IZA Discussion Paper 3482, “Efficiency and Effectiveness of Social Spending”)
- Reference & Research Book News, February 1, 2008, 248 words (on Almas Heshmati and Arno Tausch)
- SciTech Book News, December 1, 2007, 262 words (on Almas Heshmati and Arno Tausch)
- Spiegel Online 23.05.08 Studie. „Deutsches Sozialsystem ist Mittelmaß - das tschechische Spitze“ (on IZA Discussion Paper 3482, “Efficiency and Effectiveness of Social Spending”)
- Stuttgarter Nachrichten 24.05.08 „Sozialsystem nur mittelmäßig“ (on IZA Discussion Paper 3482, “Efficiency and Effectiveness of Social Spending”)
- Stuttgarter Zeitung 24.05.08 „Sozialsystem laut Studie mittelmäßig“ (on IZA Discussion Paper 3482, “Efficiency and Effectiveness of Social Spending”)
- The Nation (Pakistan), 1987, August 21, 1987 (book review on collective volume Farooq-Hasnat S. and Pelinka A. (1986), ‘Security for the Weak Nations’)
- Trierischer Violksfreund (Trier, Germany) 26.04.01 UNIVERSITÄT Kolloquium Zukunft" UNIVERSITÄT/Kolloquium/Zukunft"/TRIER. Auch in diesem Sommer bietet das Zentrum für europäische Studien der Uni Trier wieder eine Vorlesungsreihe unter dem; Trierischer Volksfreund
- Wiener Zeitung (Vienna) 27.03.07 Streit über Islam in Europa; Wien. "Es gibt Hassprediger in den Moscheen, aber auch in den Medien." Gleich am Anfang der zweitägigen Konferenz "Islam in Europa" in der Diplomatischen Akademie, Wiener Zeitung (APA)
- Wiener Zeitung (Vienna) 30.04.04 Ein Sonderweg mit Stolpersteinen; Von Michael Schmölzer/ Wie ist es eigentlich dazu gekommen, dass die europäische/Zivilisation eine so deutlich andere Richtung, einen "Sonderweg" im/Vergleich; Wiener Zeitung (APA)

### Saggi in onore di Arno Tausch
Segell, Glen & Segell, Glen, (editor.) (2023). Development, Globalization, Global Values, and Security : Essays in Honor of Arno Tausch (First edition). Springer, Cham, Switzerland